# Romano Calisi
Romano Calisi (Roma, 4 maggio 1931 – Mwanza, 20 maggio 1975) è stato un pedagogo e antropologo italiano. Fu tra i primi studiosi a livello accademico del fenomeno del fumetto italiano, attività che lo portò a co-fondare il Salone Internazionale dei Comics di Bordighera e il Lucca Comics & Games.

## Biografia
Ricercatore e studioso di antropologia e pedagogia, fu allievo e amico di Ernesto De Martino e assistente di Luigi Volpicelli, già direttore dell’Istituto di Pedagogia dell’Università La Sapienza di Roma. Ricercatore universitario si dedicherà all'antropologia e parallelamente alla pedagogia. 
Con Ernesto de Martino e Tullio Seppilli fondano nel 1953 il Centro etnologico italiano, cui partecipavano Giovanni Battista Bronzini, Diego Carpitella, Alberto Mario Cirese, Vittorio Lanternari, Pier Paolo Pasolini, Amalia Signorelli; ed in seguito il Centro italiano per il film etnografico e sociologico, da cui nacque a Firenze nel 1959 il Festival dei popoli (rassegna internazionale del film di documentazione sociale) nel 1959.
Calisi viene nominato segretario generale del Centro di Sociologia delle comunicazioni di massa, insieme a Volpicelli, dirige il trimestrale Comunicazioni di massa (1963). Nel 1965 alla rivista viene aggiunto il supplemento dei “quaderni” monografici, curati da Calisi, volti a fornire “un contributo organico di idee, sviluppato a partire da diverse specializzazioni scientifiche, per una più approfondita conoscenza di un vasto settore (quello dei comics, NdR) della cultura di massa”.
Il primo di questi supplementi renderà celebre la figura del Calisi e la assocerà per sempre al fenomeno del fumetto e del cinema, per la prima volta resi oggetto della ricerca scientifica in Italia. La prima monografia, dal titolo “Stampa a fumetti, cultura di massa, società contemporanea” è incentrata sulla fruizione fumettistica e sul loro studio come strumento di comunicazione di massa all’interno di un lavoro di interdisciplinarità.
Nello stesso anno, infatti, fonda il Primo Salone dei Comics (Bordighera, 22-23 febbraio 1965) insieme ad Umberto Eco e Claudio Bertieri, con un comitato scientifico, composto da figure specializzate nei più disparati settori del sapere: un sociologo (Pierre Strinati), un fotografo (Lanfranco Colombo), un medico (Pino Donizetti), un fumettista (Jacques Lob), un semiologo (Umberto Eco), un cultore della paraletteratura (Francis Lacassin), oltre a Luigi Volpicelli. 
Dall’anno seguente l’evento si sposterà a Lucca, città nella quale, insieme a Rinaldo Traini diventerà l’attuale Lucca Comics & Games.
Dopo la quarta edizione, occupato dagli impegni universitari e da programmi di ricerca con l’UNESCO, Calisi abbandona la direzione del Salone ma i suoi studi rimarranno focalizzati sull’elemento “fumetto”, nella sua caratterizzazione socio-pedagogica. Nel 1973, insieme allo stesso Volpicelli, Antonio Faeti, Giulio C. Cuccolini, ed altri studiosi, realizzano a Sansepolcro e poi ad Arezzo il progetto a lungo sognato e affinato dell’INDIM (Istituto Nazionale per la Documentazione sull’Immagine), ovvero una struttura orientata all'analisi e sviluppo dei rapporti tra didattica e fumetto, pensata per il mondo dei docenti, ai quali si rivolge il bimestrale Comicscuola.
Coinvolto sempre di più nei programmi di alfabetizzazione promossi dall’UNESCO in Africa (Etiopia, 1969; Tanzania, 1974-75) rimane vittima di un incidente stradale proprio in Tanzania, il 20 maggio 1975.

## Riconoscimenti
All’interno del Premio Yellow Kid dal 1984 è stato indetto il “Premio Romano Calisi”, che premia la miglior tesi di laurea sul cartooning (1984). Dall’anno 2000 il premio è cointestato a Calisi ed alla moglie Vittoria Bortoli (Padova 24 febbraio 1941 - Perugia 18 luglio 1995), anche lei studiosa e già partecipante fin dalle origini al progetto del Salone di Bordighera e di Lucca.
A Romano Calisi è dedicato il centro studi presso la Biblioteca delle Nuvole di Perugia.

## Opere
- Mostra internazionale d'arte cinematografica <33.; 1972; Venezia>, Il film di ricerca in etnologia e antropologia, a cura di Romano Calisi, Venezia, La Biennale, 1972.
- Istituto per la ricerca sulla comunicazione di massa, Roma, Comics, arti figurative e spettacolo, a cura di Romano Calisi; [scritti di] Claudio Bertieri et al., Roma; Perugia; Spoleto, [s.n.], 1971.
- Venezia 1969: ambiente, problemi e ideologie del nuovo cinema africano, Fa parte di: "Bianco e nero: quaderni mensili del Centro sperimentale di cinematografia".
- Cinema e mass media nella cultura africana, [S.l.], Edizioni comunicazioni di massa, 1967.
- Il pubblico cinematografico in Africa ed il processo mondiale di circolazione della cultura, fa parte di: "Comunicazioni di massa: rivista trimestrale"
- Cinema e strutture socio-culturali: (bibliografia italiana 1929-1964), Roma, Comunicazioni di massa, 1966.
- Les caracteristiques socio-culturelles du public cinematographique en Afrique et le processus mondial de circulation de la culture, Roma, Centro di sociologia cinematografica, 1962.
- Sulla utilizzazione del film nella ricerca etnografica, Napoli, [s.n.], 1960.
- Problemi dello sviluppo cinematografico nei paesi africani e arabi: 5. tavola rotonda internazionale sul cinema africano e arabo, Roma 17-18 dic. 1965.
- Stampa a fumetti, cultura di massa, società contemporanea, a cura di Romano Calisi, Roma, Comunicazioni di massa, ©1965.
- La poesia popolare nel Risorgimento italiano, a cura di Romano Calisi, Francesco Rocchi, Roma [etc.], V. Bianco, 1961.